# 오피니언 리더
오피니언 리더(opinion leader)는 가족·친구·직장 동료 등 친밀한 대면 집단에 있어서 다른 멤버로부터 충고와 정보의 요구를 받는 사람을 말한다. 따라서 그는 이노베이션의 전파와 채용에 있어서 중요한 역할을 한다. 카츠와 라자스펠트의 '커뮤니케이션 2단계의 흐름' 가설에 의하면 매스 커뮤니케이션은 직접 대중에게 전달되는 것이 아니고 그물코처럼 펼쳐져 있는 대인 관계를 경유하고 그 때에 오피니언 리더가 커뮤니케이션의 내용을 중계하거나 보강한다. 따라서 오피니언 리더는 커뮤니케이션의 내용을 굴절시켜 집단 멤버에 전하거나 거부하는 것으로서 기업의 마케팅 메시지의 효과는 오피니언 리더의 사적인 영향력의 방향에 의하여 크게 좌우하게 된다. 오피니언 리더는 일반적으로 폴로워에 비하여 인퍼서널하여 보다 광역 지향적인 정보원을 사용하고 사회적 지위도 높아, 보다 혁신적이라 말하고 있다.